# Војна теорија
Војна теорија је анализа нормативног понашања и трендова у војним пословима и војној историји, а не само описивање догађаја у рату. Војне теорије, посебно од утицаја Клаусевица у деветнаестом веку, покушавају да обухвате сложене културне, политичке и економске односе између друштава и конфликата које они стварају.
Теорије и концепције ратовања варирају на различитим местима кроз људску историју. Кинез Сун Цу је признат од стране научника као један од првих војних теоретичара. Његов војни трактат Уметност рата поставио је темеље за оперативно планирање, тактику, стратегију и логистику.